# Commission mixte paritaire
Pour les articles homonymes, voir CMP.
La commission mixte paritaire (CMP) est, dans le processus législatif français, une commission composée de sept députés et sept sénateurs, auxquels s’ajoutent autant de membres suppléants, chargée de trouver un compromis entre l'Assemblée nationale et le Sénat en cas de désaccord persistant entre ces assemblées sur un projet ou une proposition de loi. Elle est prévue par l'article 45 de la Constitution de 1958.
Pour chaque texte pour lequel la commission mixte paritaire est convoquée, ses membres sont nommés par le président du Sénat et par le président de l'Assemblée nationale. Traditionnellement, dans chaque chambre, le président de la commission saisie au fond et le rapporteur du texte en font partie ; les autres membres sont désignés sur proposition des groupes politiques pour refléter la composition politique de la chambre.
Le texte élaboré par la commission est soumis par le gouvernement pour approbation aux deux chambres. Si la commission ne parvient pas à l'adoption d'un texte commun ou si ce texte n'est pas adopté par les chambres, le gouvernement peut, après une nouvelle lecture par l'Assemblée nationale et par le Sénat, demander à l'Assemblée nationale de statuer définitivement.
20 % des textes adoptés par le Parlement ont été proposés par une commission mixte paritaire, contre 10 % qui ont été adoptés par l'Assemblée nationale avec le dernier mot.

## Cadre légal
L'article 45 de la Constitution de 1958 prévoit :

« Tout projet ou proposition de loi est examiné successivement dans les deux Assemblées du Parlement en vue de l'adoption d'un texte identique. Sans préjudice de l'application des articles 40 et 41, tout amendement est recevable en première lecture dès lors qu'il présente un lien, même indirect, avec le texte déposé ou transmis.
Lorsque, par suite d'un désaccord entre les deux Assemblées, un projet ou une proposition de loi n'a pu être adopté après deux lectures par chaque Assemblée ou, si le Gouvernement a décidé d'engager la procédure accélérée sans que les Conférences des présidents s'y soient conjointement opposées, après une seule lecture par chacune d'entre elles, le Premier ministre ou, pour une proposition de loi, les présidents des deux assemblées agissant conjointement, ont la faculté de provoquer la réunion d'une commission mixte paritaire chargée de proposer un texte sur les dispositions restant en discussion. »

— Article 45
La Commission mixte paritaire est donc :
- une commission mixte, relative aux deux assemblées du Parlement
- une commission paritaire, même nombre identique de membres des deux assemblées

## Textes issus de la commission mixte paritaire rejetés
Parmi les exemples de rejets par les députés d'un texte issu d'une commission mixte paritaire, citons : le 21 décembre 1983, le rejet du texte sur « la démocratisation du secteur public » fut demandé par le rapporteur lui-même, Michel Coffineau (PS), qui désavouait ses collègues de la commission mixte paritaire. Jacques Toubon (RPR) avait alors estimé qu'il s'agissait d'une « innovation gravissime » puisque mettant en cause le bicaméralisme. Si on remonte encore dans le temps, on retrouve un autre précédent, mais d'une autre nature, le 13 décembre 1977, où une question préalable fut adoptée à la suite de la division de la majorité sur l'assemblée territoriale de Nouvelle-Calédonie. En 1963, il y eut aussi un incident où les deux chambres repoussèrent les propositions d'une CMP qui ignoraient les textes précédemment adoptés.
Le 9 avril 2009, le texte issu de la commission mixte paritaire concernant la Loi Création et Internet (« loi Hadopi ») est rejeté à la surprise générale par l'Assemblée nationale. Sur recommandation du Sénat, la commission mixte paritaire avait durci le texte de la loi initialement voté par l'Assemblée nationale, notamment concernant le paiement des abonnements internet en cas de suspension.
Le 11 décembre 2023, à la suite de l’adoption d’une motion de rejet préalable concernant le projet de loi « immigration » à l'assemblée nationale, le gouvernement d’Élisabeth Borne convoque une commission mixte paritaire (CMP) pour statuer sur le projet de loi.